# نصف الأرض الشرقي

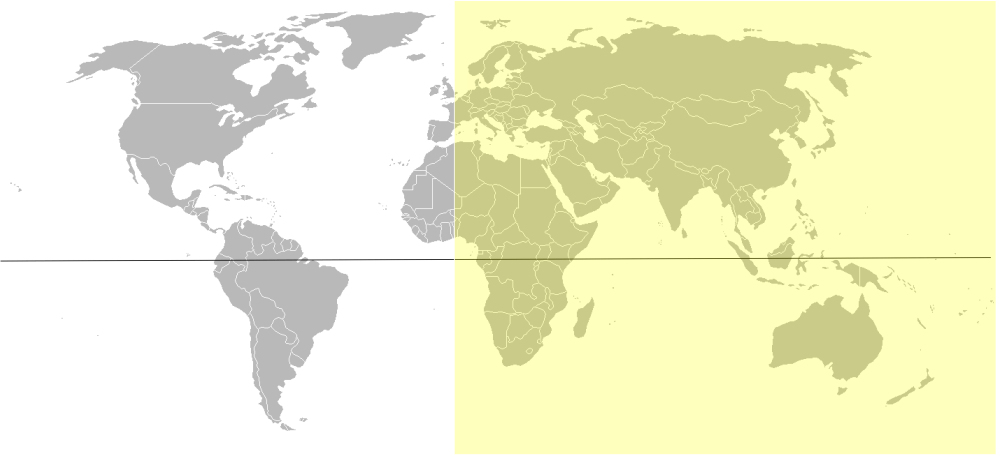
النصف الشرقي من الكرة الأرضية مضلل باللون الأصفر

نصف الكرة الأرضية الشرقي أو النصف الشرقي من الكرة الأرضية مصطلح جغرافي يشير إلى نصف الكرة الأرضية الذي يقع شرق خط التوقيت الدولي.